# Pieve Ligure
Pieve Ligure – miejscowość i gmina we Włoszech, w regionie Liguria, w prowincji Genua.
Według danych na rok 2004 gminę zamieszkiwały 2454 osoby, 818 os./km².